# 清官難審
《清官難審》（英語：[Family Affairs] 错误：{{Lang}}：文本有斜体标记（帮助））是1994年上映的一部香港電影，由張之玨執導，周慧敏、何家勁、莫文蔚、魯文傑主演，故事講述「魯」氏一家。此乃何家勁與金超群自包青天一劇大到歡迎後，再度合作。

## 演員列表
- 金超群 飾 大畢、小畢之父
- 何家勁 飾 大畢
- 周慧敏 飾 小查
- 李司棋 飾 大畢、小畢之母
- 莫文蔚 飾 Diana
- 魯文傑 飾 小畢
- 劉玉翠 飾 楊秀麗
- 仙杜拉 飾 Winnie
- 顧美華 飾 小查大嫂
- 鍾景輝 飾 小查之父
- 查傳誼 飾 導演
- 林立三 飾 許先生
- 楚原   飾 吳大光
- 白茵   飾 小查之母
- 邵音音 飾 吳大光太太
- 林小寶 飾
- 譚偉權 飾 內衣廠員工
- 陳琪   飾 餐廳僱客
- 林國斌 飾 攝影師

## 工作人員
- 美術指導: 余家安
- 動作指導：曹榮
- 策劃：吳家寶
- 執行策劃：莫何敏儀
- 執行製片：伍健雄

## 外部連結
- 開眼電影網上《清官難審》的資料（繁體中文）
- 豆瓣电影上《清官難審》的資料 （简体中文）
- 时光网上《清官難審》的資料（简体中文）
- AllMovie上《清官難審》的资料（英文）
- 爛番茄上《清官難審》的資料（英文）
- 香港影庫上《清官難審》的資料（繁體中文）
- 互联网电影数据库（IMDb）上《清官難審》的资料（英文）